# Casu quo
Casu quo, afgekort tot c.q., is een Latijnse uitdrukking die letterlijk in dat geval betekent, en impliciet in het andere geval. In het Nederlands betekent A c.q. B zoveel als A, of anders B: in principe gaat het om A, maar in het andere geval gaat het om B. De uitdrukking wordt meestal als afkorting uitgesproken. 
Drie voorbeeldzinnen:
1. Piet komt binnen door de schoorsteen c.q. de achterdeur.
2. Voor nadere informatie kunt u zich richten tot de directeur c.q. zijn vervanger.
3. Onbestelbare pakketten met bederfelijke inhoud worden door de transporteur verkocht. De opbrengst wordt c.q. aan de afzender uitbetaald.

Het belangrijkste verschil tussen de voegwoorden c.q. en of is dat A c.q. B een hiërarchie impliceert: dat A de 'standaard' is, en B pas aan bod komt als A niet het geval is. Het gebruik van c.q. in de plaats van of is in zowel Nederland als België geen standaardtaal. Van Kooten en De Bie hebben deze taalkwestie gebruikt voor een sketch van hun typetje E.I. Kipping.

## Verwijzingen
1. ↑  Onze Taal. Gearchiveerd op 25 september 2021.
2. ↑  https://www.youtube.com/watch?v=6z-zCmVH75Y. Gearchiveerd op 7 april 2023.